# Корралес (Нью-Мексико)
Корра́лес (Corrales) — посёлок на юго-западе США, в округе Сандовал штата Нью-Мексико.

## География
Корралес располагается по координатам 35°14′05″ с. ш. 106°37′05″ з. д.. Согласно с бюро переписи населения США, общая площадь посёлка составляет 29,1 км².
До 2005 года Корралес частично находился на территории двух округов — Сандовал и Берналийо. В 2005 году территория округа Берналийо, занимаемая посёлком, отошла к округу Сандовал.

## Демография
Согласно данным переписи населения США 2010 года в Корралесе проживало 8329 человека.
В 2010 году численность населения составляла 7334 человек.